# Robert Bloch (Rennfahrer)

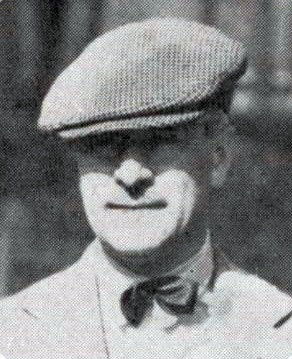
Robert Bloch 1928

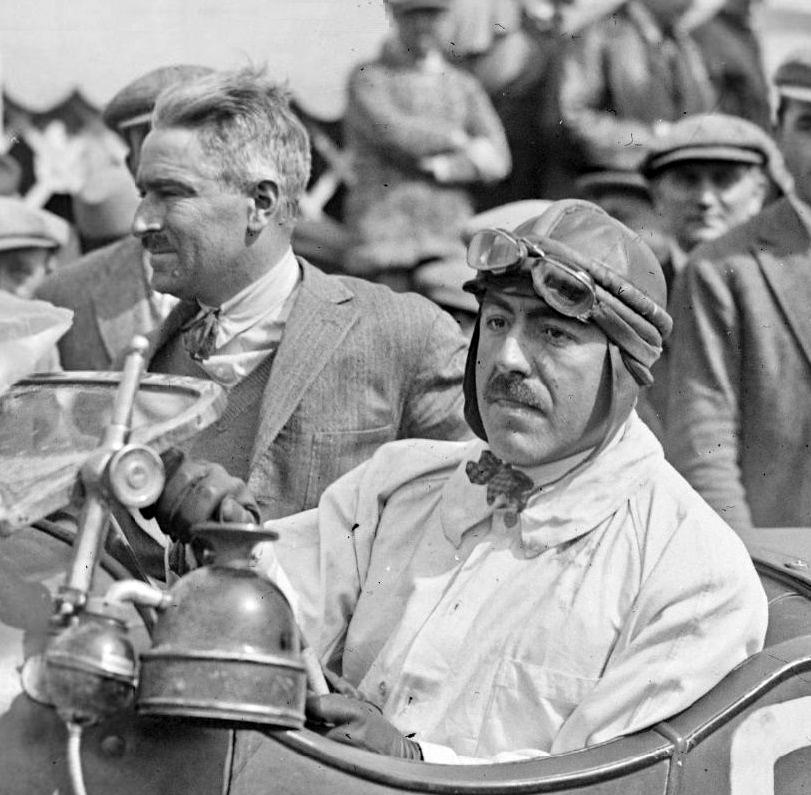
Robert Bloch (links) und André Rossignol (rechts) beim 24-Stunden-Rennen von Le Mans 1926.

Robert Bloch (* 26. April 1888 in Paris; † 7. März 1984 ebenda) war ein französischer Autorennfahrer.

## Karriere
Robert Bloch gehörte zu jenem Kreis der Rennfahrer, die 1923 beim ersten 24-Stunden-Rennen von Le Mans am Start waren. Bloch wurde gemeinsam mit Henri Stalter auf einem Lorraine-Dietrich 19. in der Gesamtwertung. Als Werksfahrer von Lorraine-Dietrich bestritt er 1926 das Rennen als Partner von André Rossignol auf einem Lorraine-Dietrich Sport. Das Rennen endete mit dem Gesamtsieg des Duos Bloch/Rossignol – es war der größte Erfolg des Franzosen im Motorsport.
Seinen letzten Auftritt in Le Mans hatte Bloch 1928, als er mit Édouard Brisson auf einem Stutz Gesamtzweiter wurde. Er starb im März 1984.

## Statistik

### Le-Mans-Ergebnisse
| Jahr | Team                                | Fahrzeug                | Teamkollege     | Platzierung | Ausfallgrund |
| ---- | ----------------------------------- | ----------------------- | --------------- | ----------- | ------------ |
| 1923 | Société Lorraine De Dietrich et Cie | Lorraine-Dietrich B.3.6 | Henri Stalter   | Rang 19     |              |
| 1924 | Lorraine-Dietrich et Cie            | Lorraine-Dietrich Sport | Henri Stalter   | Ausfall     | Motorschaden |
| 1925 | Lorraine-Dietrich et Cie            | Lorraine-Dietrich Sport | Léon Saint-Paul | Ausfall     | Unfall       |
| 1926 | Lorraine-Dietrich et Cie            | Lorraine-Dietrich Sport | André Rossignol | Gesamtsieg  |              |
| 1928 | Société de Carrosserie Weymann      | Stutz DV16 Black Hawk   | Édouard Brisson | Rang 2      |              |

### 24-St-Spa-Ergebnisse
| Jahr | Team                     | Fahrzeug                | Teamkollege   | Platzierung | Ausfallgrund |
| ---- | ------------------------ | ----------------------- | ------------- | ----------- | ------------ |
| 1925 | Lorraine-Dietrich et Cie | Lorraine-Dietrich Sport | Henri Stalter | Rang 5      |              |